# Pedersen (Fahrrad)

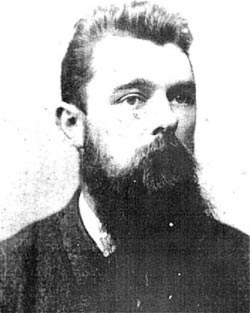
Erfinder Mikael Pedersen

Das Pedersen ist ein um 1890 von dem Dänen Mikael Pedersen (1855–1929) entwickeltes Fahrrad, das er am 30. September 1893 in Großbritannien zum Patent anmeldete. Das deutsche Patent stammt vom 20. März 1894.

## Geschichte

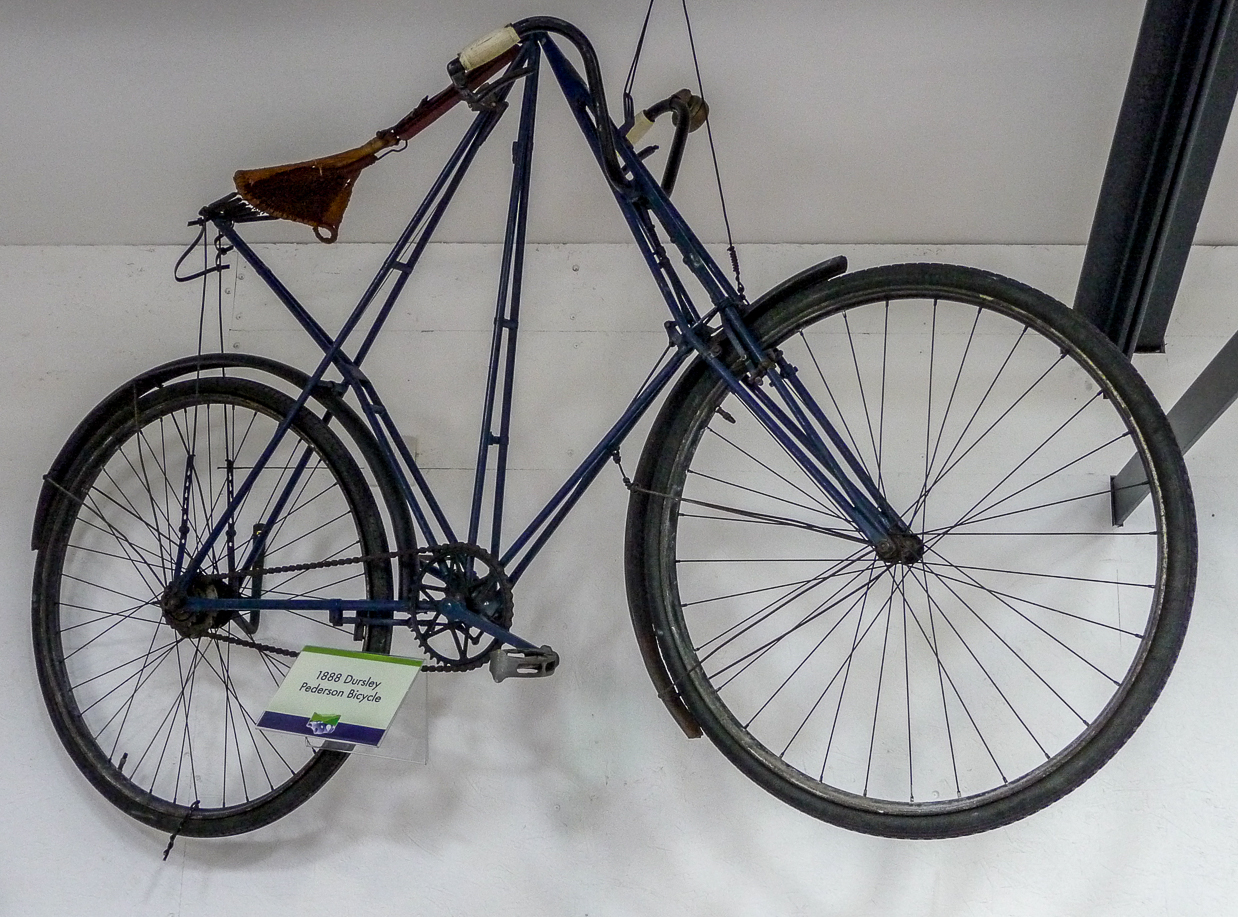
Dursley-Pedersen Fahrrad aus 1888

Mikael Pedersen war unzufrieden mit dem Sitzkomfort damaliger Fahrräder und entwickelte einen geflochtenen, seitlich schwingenden Sattel, den er an einen nur aus Dreiecken bestehenden Rahmen wie eine Hängematte aufhängte. Durch die Dreieckskonstruktion erreichte er eine hohe Rahmenstabilität bei minimalem Gewicht, sein Fahrrad wog Anfang des 20. Jahrhunderts 5,1 kg. Für die Abspannung vom Sattel zum hinteren Ausfallende verwendete er lange Speichen; heute werden hierfür Drahtseile benutzt. Die Fahrräder, die Pedersen von 1893 bis ca. 1920 in seinem damaligen Wohnort Dursley (Gloucestershire, England) baute, wurden auch Dursley-Pedersens genannt.
Die Herstellung der Pedersen-Rahmen ist wegen der vielen Lötstellen aufwendiger und damit teurer als bei einem Fahrrad konventioneller Bauart, ebenso die Herstellung der speziellen Sattel, die heute aus Leder gefertigt werden. Pedersen-Räder können individuell nach Kundenwünschen in verschiedenen Größen gefertigt werden, vom Pedersen-Kinderrädern mit 20-Zoll-Rädern bis hin zu Übergrößen. Die Fahrräder sind auch als Tandem oder Tridem erhältlich.

## Galerie

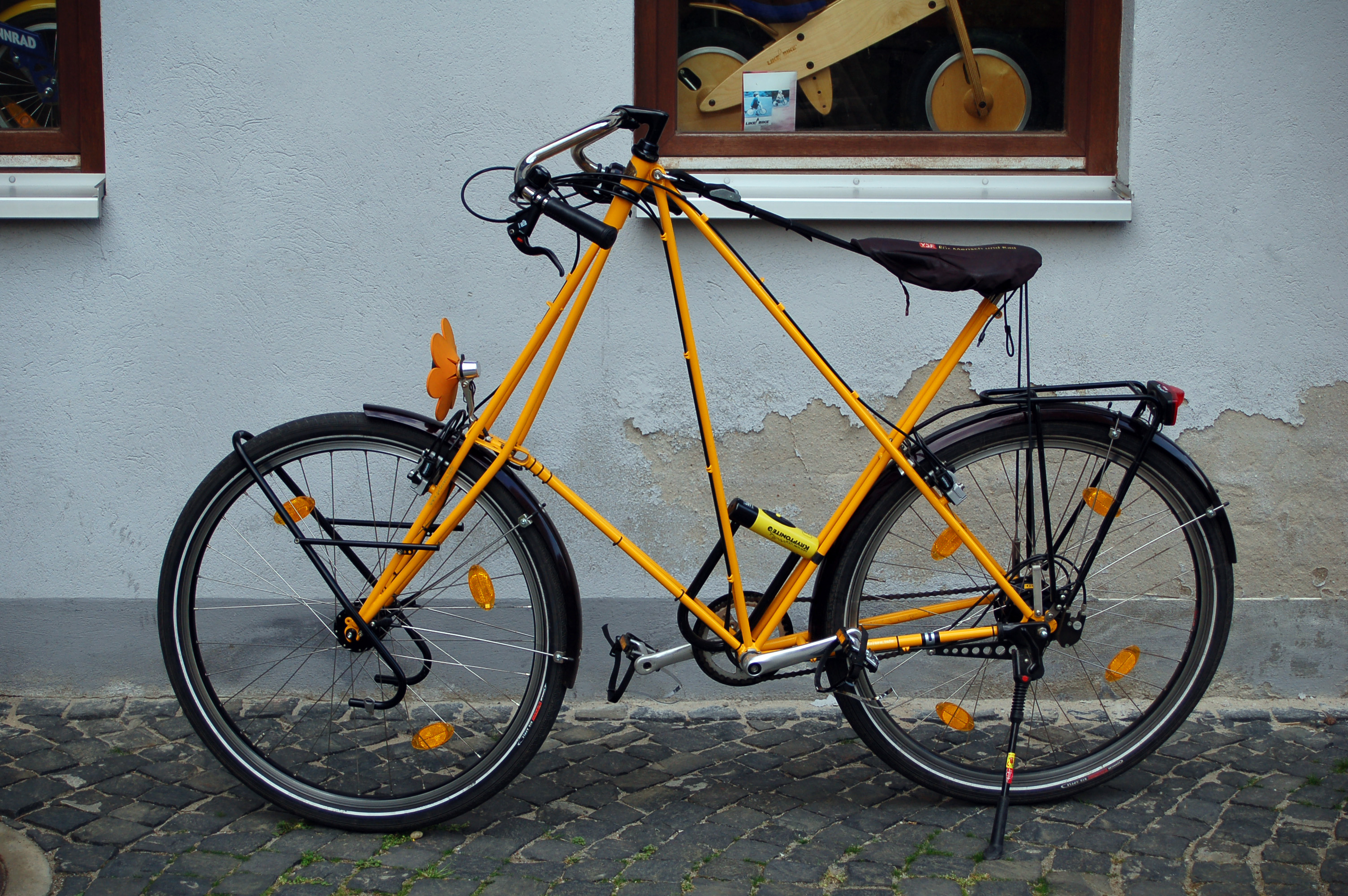
Modernes Pedersen-Fahrrad
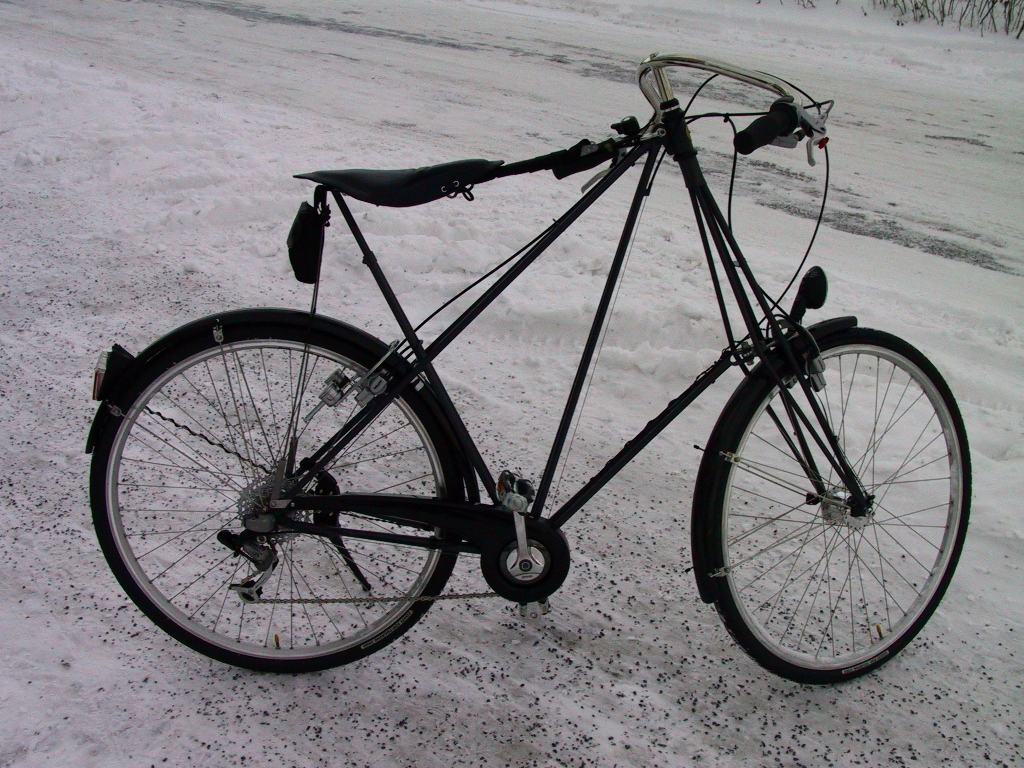
Modernes Pedersen-Fahrrad
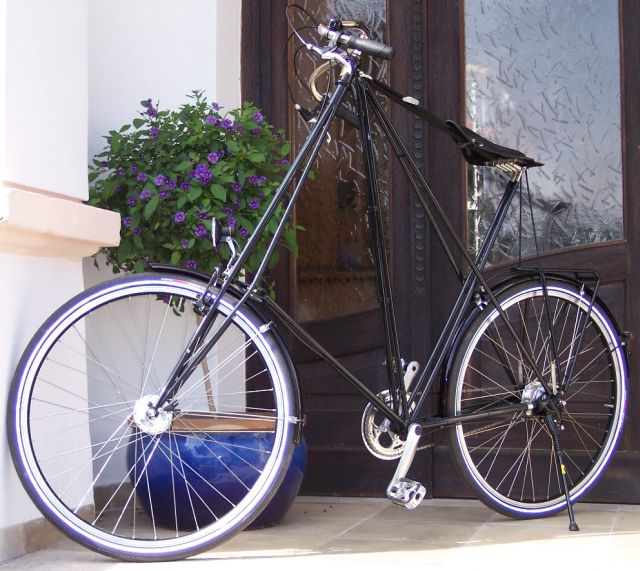
Modernes Pedersen-Fahrrad
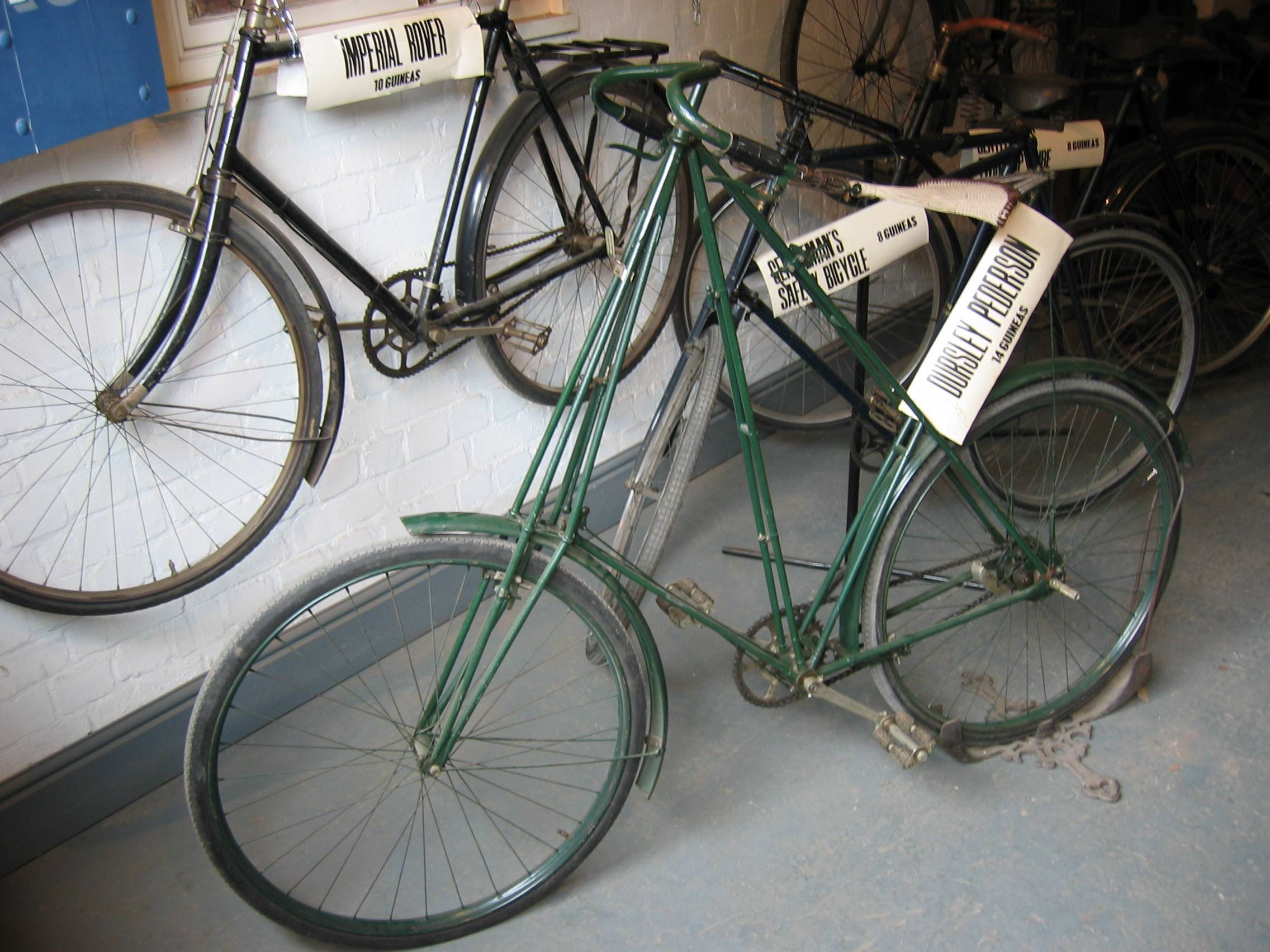
Altes Pedersen-Fahrrad